# 清覚
清覚（しょうかく、1043年 - 1121年）は、中国の北宋末期に、庶民仏教教派である白雲宗を開いた僧。

## 生涯
河南府登封県の出身。姓は孔、本然と号した。「魯聖之裔」と自称し、孔子の末裔を自認していた。
27歳で『法華経』に啓発されて仏教に身を投じた。神宗の元豊8年（1085年）、杭州の霊隠寺に住し、在家信徒中心の新義を立て、戒律遵守の在家教団を結成した。徽宗の大観年間、霊隠寺に白雲山庵が設けられ、白雲宗が創設された。その勢力は一時、江南第一となった。白雲宗は菜食主義を提唱し、清覚を白雲和尚、白雲宗徒を白雲菜と呼んだ。中国華厳宗の支派と目された。
清覚は、『華厳経』を所依の経典として他宗派を排斥し、儒仏道三教の合一を説いた。よって、忠孝慈悲を重視し、自給自足の生活を旨とした。政和6年（1116年）に、南恩州に配流されたが、恩赦を受けて杭州に戻り、その地で没した。

## 著作
- 『十地歌』
- 『三教編』
- 『証宗論』

## 伝記資料
- 『釈門正統』巻4